# Національний парк Деосай
Національний парк Деосай (урду دیوسائی باغ ملی) — високогірна альпійська рівнина (плато) і національний парк, розташований між районами Скарду, Харманг і АСТОР в Гілгіт-Балтистані, Пакистан.
Рівнини Деосай розташовані на середній висоті 4114 метрів (13,497 футів) над рівнем моря і вважається другим за висотою плато у світі.

## Етимологія

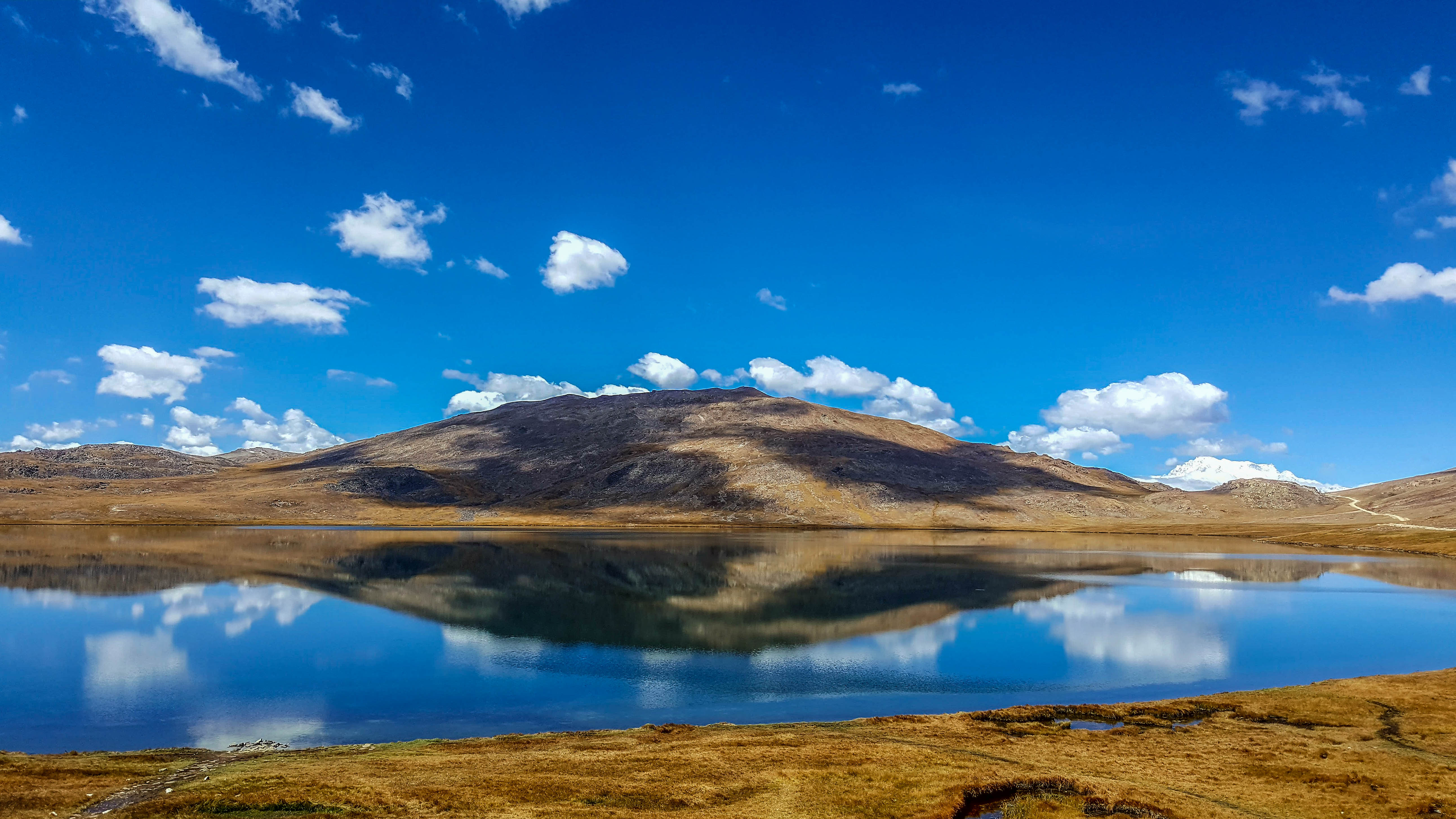
Озеро Шеосар розташоване в західній частині національного парку Деосай.

«Deosai» (урду دیوسای٘) мовою урду означає «країна гігантів». Балті називають це місце «Ґбіарса» (Шаблон:Lang-bft), що означає «Літнє місце», оскільки воно доступне лише влітку.

## Географія

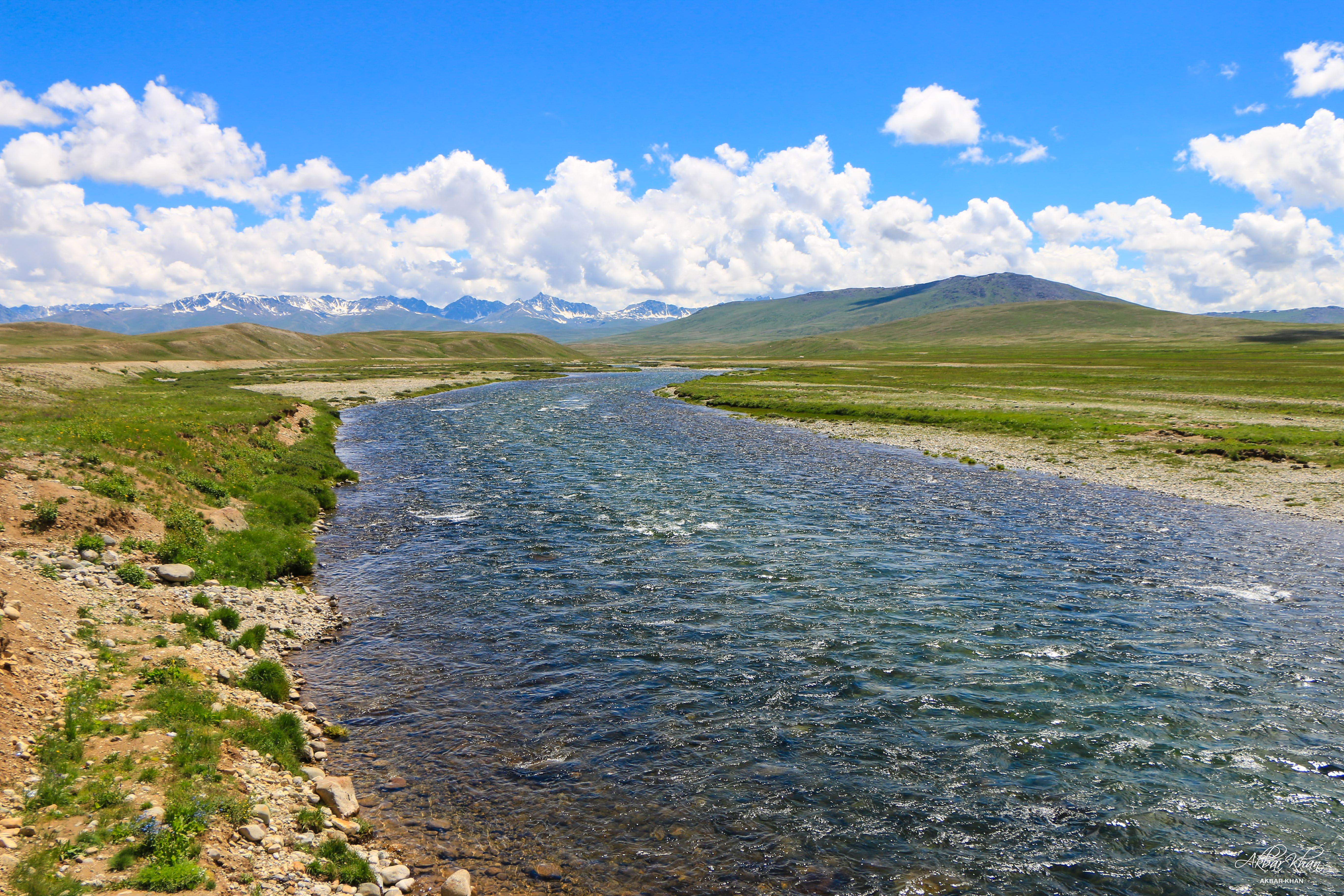
Бара Пані — найбільша річка, що протікає національним парком Деосай.

Національний парк Деосай розташований на заході Гімалаїв у Гілгіт-Балтістані (ГБ), Пакистан. Середня висота 4 114 метрів (13 497 фут) над рівнем моря, що робить рівнини Деосай другим за висотою плато у світі після тибетського плато Чангтан. Парк охороняє територію площею 843 квадратні кілометри (325 миля2). Він добре відомий своєю багатою флорою та фауною екорегіону альпійських степів Каракорум-Західно-Тибетське плато. Навесні його вкривають польові квіти та різноманітні метелики.

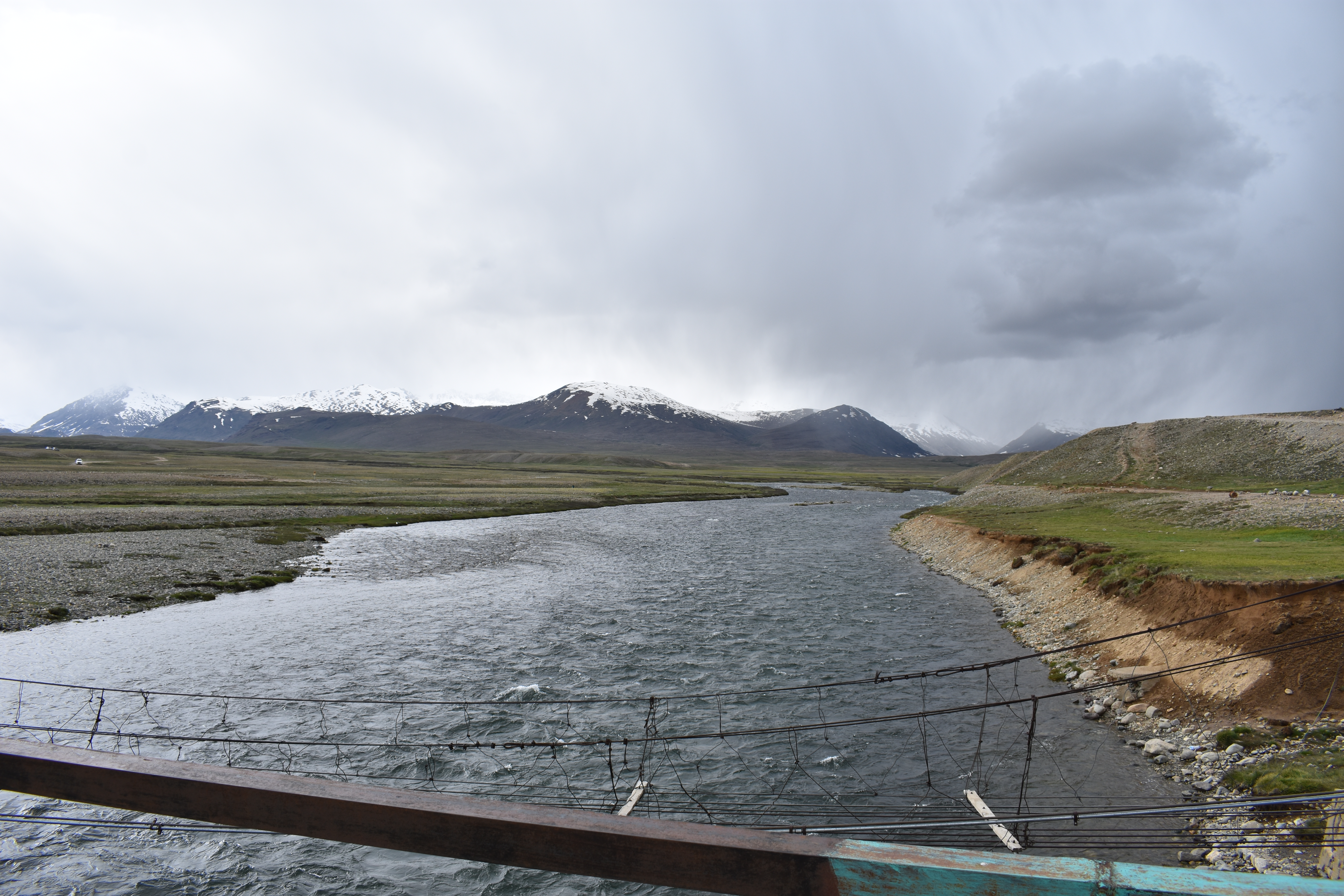
Бара Пані, що протікає через рівнини Деосай

## Геологія і ґрунт
Ґрунти цієї місцевості сильно еродовані, мають більш грубий характер і змішані з гравієм і камінням різного матеріалу та розміру. На рівнинних ділянках між горами ґрунт глибокий з болотистою рослинністю.

## Фауна і флора

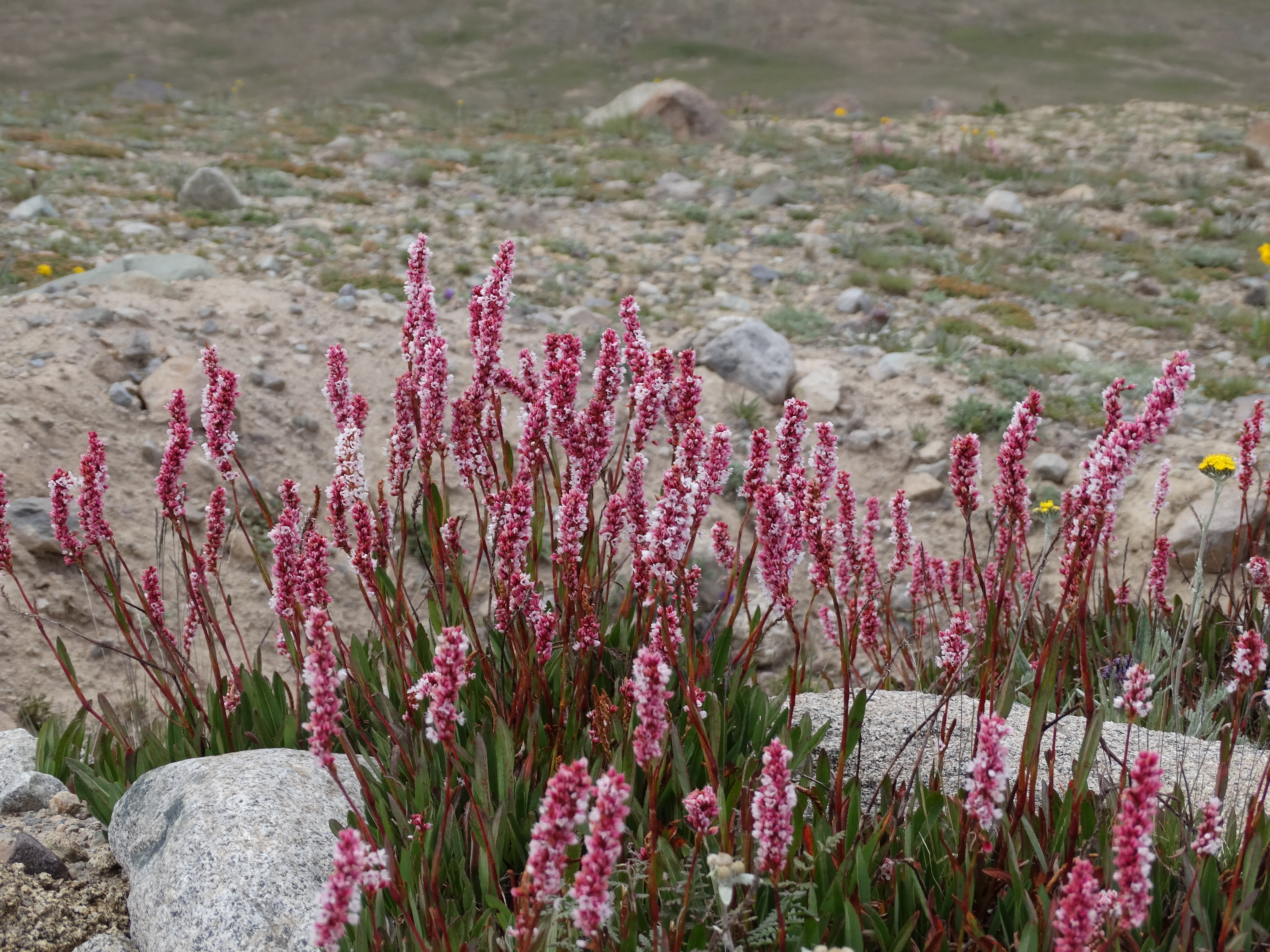
На рівнинах росте кілька видів польових квітів

Національний парк Деосай був створений у 1993 році для захисту гімалайського бурого ведмедя, що перебуває під загрозою зникнення, та його середовища проживання. Ведмідь, який довгий час був здобиччю браконьєрів і мисливців, тепер має надію вижити в Деосаї, де його чисельність зросла з 19 у 1993 році, 40 у 2005 році до 78 у 2022 році.

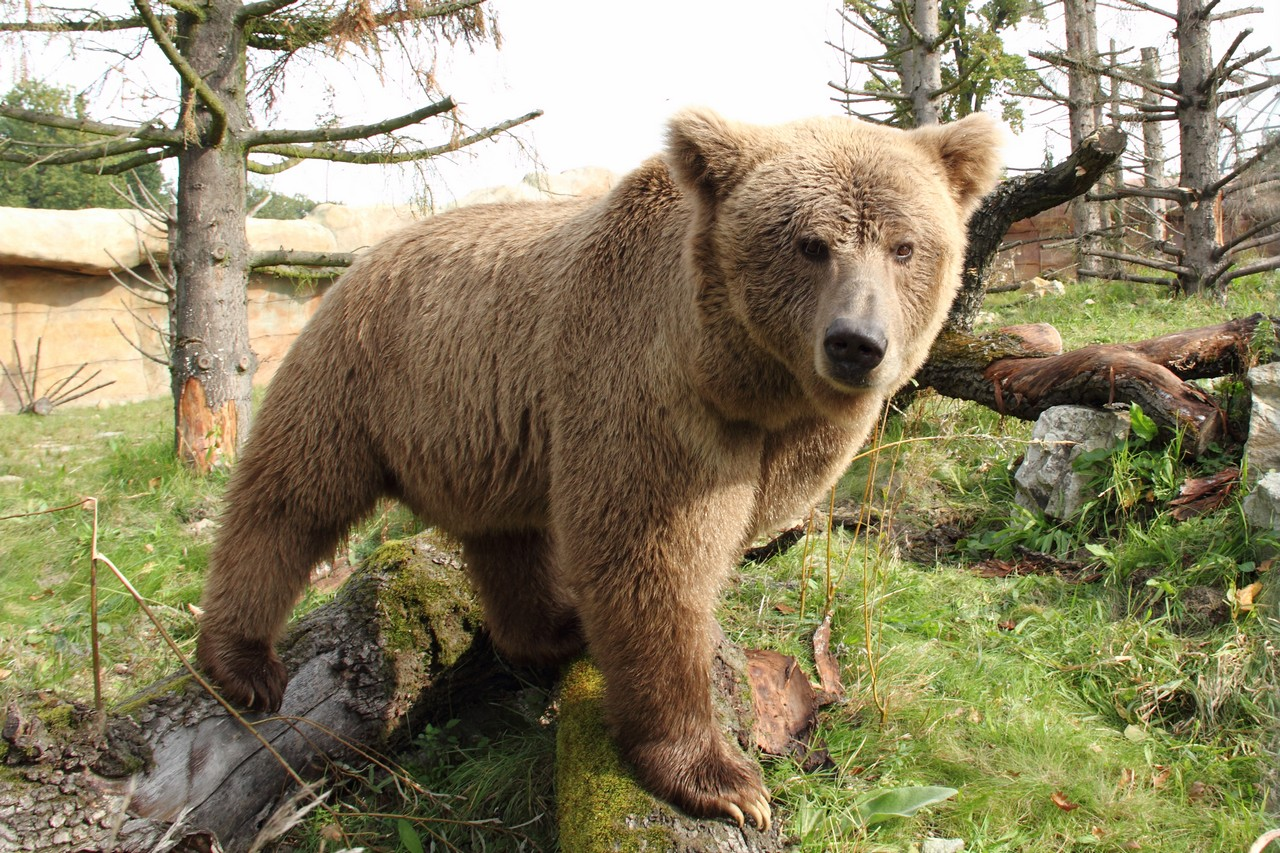
Гімалайський бурий ведмідь, ключовий вид національного парку Деосай

У 1993 році, після того, як він відіграв важливу роль у визначенні Деосаї національним парком, Гімалайський фонд дикої природи (раніше Гімалайський проєкт дикої природи) був заснований за значної міжнародної фінансової підтримки. Фонд дикої природи Гімалаїв упродовж приблизно десяти років керував двома постами перевірки входу в парк і польовим дослідницьким табором у Деосаї. Гімалайський фонд дикої природи підготував документацію для передачі управління парком тодішньому Департаменту лісів північних районів, який почав керувати парком із 2006 року. Хоча тиск, який існував у 1990-х роках, такий як полювання та браконьєрство, зменшився, бурий ведмідь все ще перебуває під загрозою через такі тиски, як зміна клімату та дефіцит харчування ведмедів.
На рівнинах Деосай також мешкають козел сибірський, сніговий барс, кашмірська кабарга, гімалайський вовк, гімалайський бабак і понад 124 види осілих і перелітних птахів. Птахи парку: беркут, ягнятник, кумай, лагар, сокіл-сапсан, боривітер звичайний, яструб малий та улар гімалайський.
У Деосаї трапляються такі види рослин:
Polygonum affine, Thalictrum alpinum, Bromus oxyodon, Saxifraga flagellaris, Androsace mucronifolia, Aster flaccidus, Barbarea vulgaris, Artemisia maritima, Elymus longiaristatus, Nepeta connata, Carex cruenta, Ranunculus laetus, Arenaria neelgherrensis, Astragalus le ucocephalus, Polygonum amplexinade, Echinops niveus, Senecio chrysanthemoides, Artemisia spp., Dracocephalum nutans, Taxus contorta, Chrysopogon gryllus subsp. echinulatus і Dianthus crinitus . Були також виявлені деякі лікарські рослини, які є місцевими, наприклад Thymus linearis (Reetumburuk),:11Saussurea lappa (kuth), Ephedra gerardiana (Say),:9 Viola pilosa (Skora-mindoq),:11 Pleurospermum candollei (Шамдун):10 та Artemisia brevifolia (Bursay):8 тощо, які використовуються як традиційна медикаментозна терапія.

## Культурні посилання

### Геродот
Дослідження французького етнолога Мішеля Пейселя стверджують, що історія про «мурах-золотокопачів», яку розповідає грецький історик Геродот, який жив у 5 столітті до нашої ери, була заснована на золотому гімалайському бабаку з плато Деосаї та звичці місцевих племен, такі як мінаро, щоб збирати золотий пил, викопаний із їхніх нір.

### У кіно
- П'ятий епізод серії документальних фільмів «Земля тигрів» — «Гори богів» розповідає про рослини та тварин Деосая.
- Karakoram Heliski 2013 від Walkabout Films
- Документальний фільм «DEOSAI — The Last Sanctuary» Walkabout Films

## Маршрути подорожей
До Деосаї можна дістатися з району Астор на заході, району Скарду на півночі та Галтарі в районі Харманг на південному сході. До нього також можна дістатися з Мехдіабада через дорогу Мехдіабад-Дапа. Деосай розташований приблизно за 30 км від міста Скарду, що є найкоротшим шляхом для відвідування Деосай. Інший маршрут — з долини Асторе через Чилім. До нього також можна дістатися з долини Шила. Народ галтарі подорожує через Деосай. Хоча це національний парк, Ґуджар-Бакарвал долає великі відстані, щоб використовувати національний парк Деосай як пасовища. Є інший маршрут під назвою Burgi la через долину Цок Качура Скарду.